# دیولا گومبوش
دیولا گومبوش (مجاری: Gömbös Gyula; ۲۶ دسامبر ۱۸۸۶ – ۶ اکتبر ۱۹۳۶) سیاستمدار اهل مجارستان بود. وی از ۱ اکتبر ۱۹۳۲ تا هنگام مرگش نخست‌وزیر مجارستان بود.